# Rhanidophora piguerator
Rhanidophora piguerator là một loài bướm đêm trong họ Noctuidae.